# Ginnastica ritmica ai Giochi mondiali 2022 - Palla
La gara del palla di ginnastica ritmica ai Giochi mondiali 2022 si è svolta il 12 luglio 2022 a Birmingham.

## Risultati

### Qualificazioni
| Rank | Atleta                     | Difficoltà | Esecuzione | Composizione Artistica | Penalità | Totale | Note |
| ---- | -------------------------- | ---------- | ---------- | ---------------------- | -------- | ------ | ---- |
| 1    | Boryana Kaleyn             | 16.500     | 8.700      | 8.650                  | -0.100   | 33.750 | Q    |
| 2    | Sofia Raffaeli             | 16.400     | 8.500      | 8.700                  | 0.000    | 33.600 | Q    |
| 3    | Fanni Pigniczki            | 16.200     | 7.950      | 8.300                  | 0.000    | 32.450 | Q    |
| 4    | Milena Baldassarri         | 15.500     | 8.400      | 8.150                  | -0.050   | 32.000 | Q    |
| 5    | Daria Atamanov             | 15.700     | 7.900      | 8.400                  | -0.050   | 31.950 | Q    |
| 6    | Annaliese Dragan           | 14.400     | 8.150      | 8.200                  | 0.000    | 30.750 | Q    |
| 7    | Lili Mizuno                | 14.500     | 8.050      | 8.050                  | 0.000    | 30.600 | Q    |
| 8    | Teresa Gorospe             | 14.200     | 8.000      | 7.950                  | 0.000    | 30.150 | Q    |
| 9    | Evita Griskenas            | 13.000     | 8.400      | 8.450                  | 0.000    | 29.850 | R    |
| 10   | Ekaterina Fetisova         | 13.800     | 8.000      | 7.850                  | 0.000    | 29.650 | R    |
| 11   | Ekaterina Vedeneeva        | 14.400     | 7.800      | 7.500                  | -0.100   | 29.600 | R    |
| 12   | Alexandra Kiroi-Bogatyreva | 13.500     | 7.700      | 8.050                  | 0.000    | 29.250 |      |
| 13   | Eva Brezalieva             | 14.100     | 7.450      | 8.000                  | -0.300   | 29.250 |      |
| 14   | Hisano Taguchi             | 12.800     | 8.350      | 8.050                  | 0.000    | 29.200 |      |
| 15   | Elisabeth Jamil            | 13.200     | 7.850      | 7.750                  | 0.000    | 28.800 |      |
| 16   | Zohra Aghamirova           | 13.700     | 7.200      | 7.800                  | 0.000    | 28.700 |      |
| 17   | Ana Luisa Passos           | 12.800     | 7.350      | 7.800                  | 0.000    | 27.950 |      |
| 18   | Viktoriia Onopriienko      | 13.700     | 6.850      | 7.700                  | -0.300   | 27.950 |      |
| 19   | Joowon Kim                 | 12.200     | 7.450      | 7.250                  | 0.000    | 26.900 |      |
| 20   | Naruha Suzuki              | 11.800     | 7.050      | 7.850                  | -0.050   | 26.650 |      |
| 21   | Polina Karika              | 11.900     | 6.950      | 7.700                  | 0.000    | 26.550 |      |
| 22   | Shannon Gardiner           | 8.600      | 6.250      | 7.000                  | 0.000    | 21.850 |      |

### Finale
| Rank | Atleta             | Difficoltà | Esecuzione | Composizione Artistica | Penalità | Totale | Note |
| ---- | ------------------ | ---------- | ---------- | ---------------------- | -------- | ------ | ---- |
| 1    | Daria Atamanov     | 17.300     | 8.700      | 8.950                  | -0.050   | 34.900 |      |
| 2    | Sofia Raffaeli     | 16.200     | 8.500      | 8.850                  | 0.000    | 33.550 |      |
| 3    | Fanni Pigniczki    | 15.900     | 8.250      | 8.400                  | 0.000    | 32.550 |      |
| 4    | Milena Baldassarri | 14.900     | 8.200      | 8.350                  | 0.000    | 31.450 |      |
| 5    | Boryana Kaleyn     | 15.200     | 7.600      | 8.400                  | -0.050   | 31.150 |      |
| 6    | Annaliese Dragan   | 14.600     | 8.100      | 8.300                  | 0.000    | 31.000 |      |
| 7    | Teresa Gorospe     | 14.700     | 7.800      | 8.350                  | 0.000    | 30.850 |      |
| 8    | Lili Mizuno        | 14.500     | 7.450      | 8.000                  | -0.300   | 29.650 |      |